# Metro ve Frankfurtu nad Mohanem

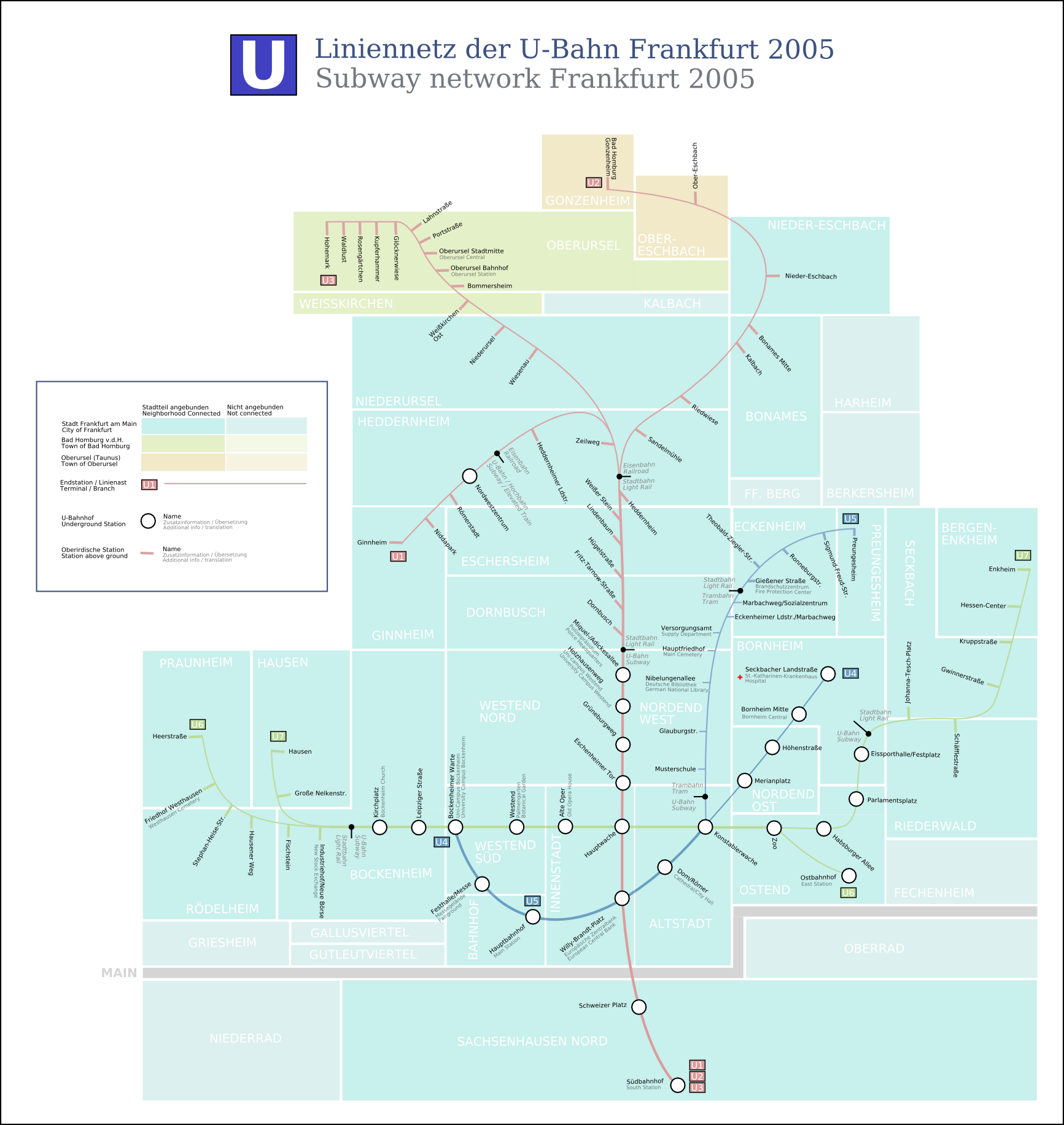
Schéma sítě v roce 2005

Metro ve Frankfurtu nad Mohanem (německy Frankfurt U-Bahn) je síť lehkého metra (Stadtbahn) v největším městě spolkové země Hesensko. Metro je zde doplněno tramvajovou sítí. Název Frankfurt U-Bahn pochází z německého označení pro metro (U-Bahn). Systém metra provozuje společnost Verkehrsgesellschaft Frankfurt, která je součástí dopravního sdružení Rhein-Main-Verkehrsverbund.

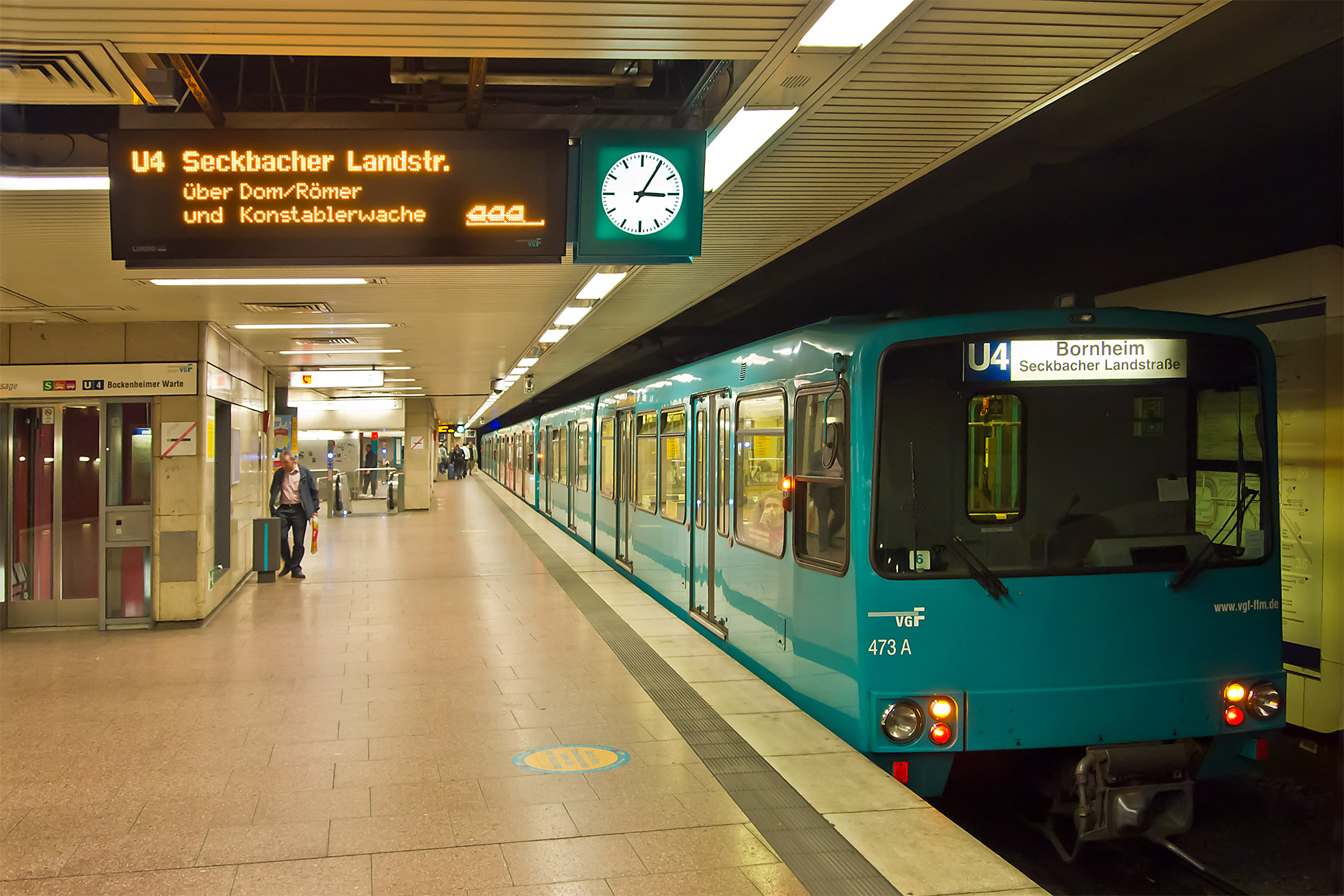
Hauptbahnhof

## Linky a tratě
Síť je složená ze čtyř tratí, které obsluhuje 9 linek.

### Trať A
- Linka U1: Südbahnhof – Ginnheim

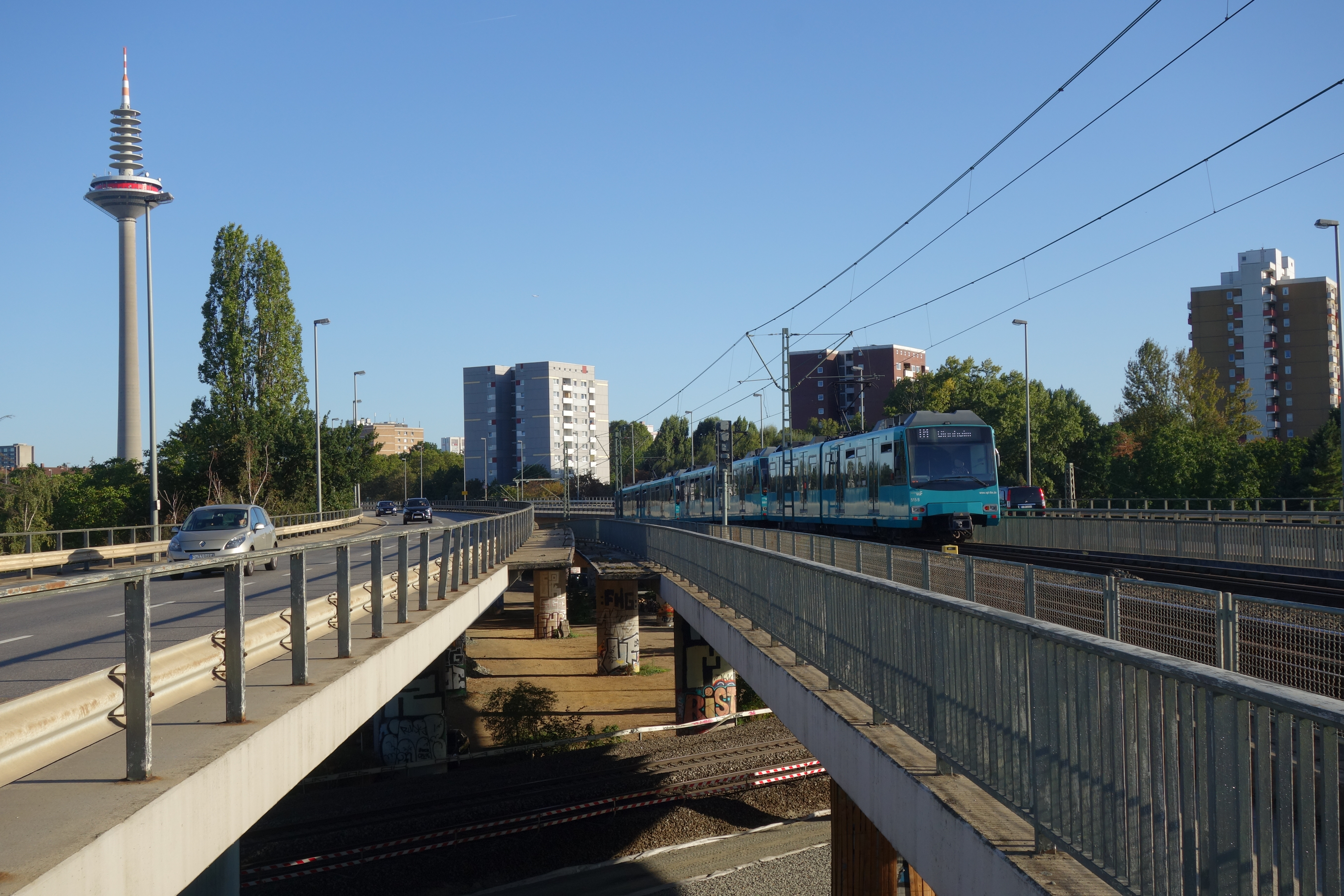
Trať A: Vyvýšený železniční úsek poblíž Ginnheim, paralelně s Rosa-Luxemburg-Straße, s Europaturm v pozadí vlevo

- Linka U2: Südbahnhof – Bad Homburg-Gonzenheim
- Linka U3: Südbahnhof – Oberursel-Hohemark
- Linka U8: Südbahnhof – Riedberg

### Trať B
- Linka U4: Bockenheimer Warte – Hauptbahnhof – Seckbacher Landstraße
- Linka U5: Hauptbahnhof – Preungesheim

### Trať C

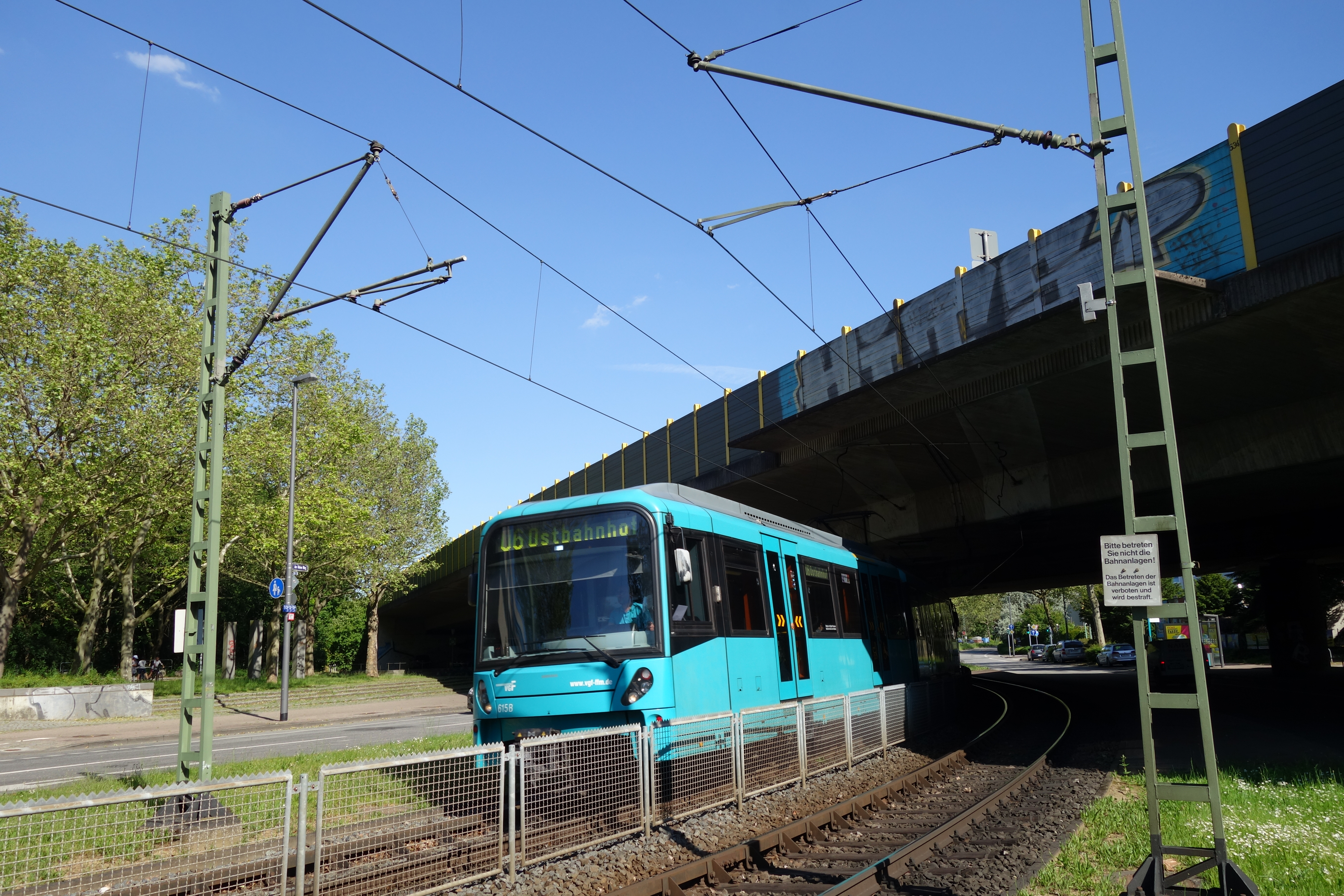
Trať B: Linka metra U 6 poblíž konečné „Hausen“

- Linka U6: Hausen – Ostbahnhof
- Linka U7: Heerstraße – Enkheim

### Trať D
- Linka U9: Ginnheim – Riedberg – Nieder-Eschbach